# Крива Персея

Криві Персея як переріз тора площиною

Три кривих Персея:

Крива́ Персе́я (спіричний перетин, спірична лінія, від дав.-гр. σπειρα — тор) — лінія перетину поверхні тора площиною, паралельною до осі обертання тора; плоска алгебрична крива 4-го порядку. Залежно від відстані січної площини до осі тора, криві можуть мати форми «опуклих» та «увігнутих» овалів, «вісімок» та двох окремих овалів.
Вперше цей підклас торичних перерізів вивчався давньогрецьким геометром Персеєм близько 150 року до н. е., через приблизно 200 років після перших досліджень конічних перетинів Менехмом. Повторно описані у XVII столітті лемніската Бута («опуклий овал») і овал Кассіні («вісімка») — є частковими випадками кривої Персея.
Рівняння кривої у декартовій системі координат:
{\displaystyle (x^{2}+y^{2})^{2}=ax^{2}+by^{2}+c}.
Інша форма рівняння у декартових координатах:
{\displaystyle (r^{2}-a^{2}+c^{2}+x^{2}+y^{2})^{2}=4r^{2}(x^{2}+c^{2})},
тут {\displaystyle a} — радіус кола, обертанням якого уздовж кола з радіусом {\displaystyle r} утворений тор. При {\displaystyle c=0} крива складається з двох кіл радіуса {\displaystyle a} з центрами {\displaystyle (\pm r,0)}; при {\displaystyle c=r+a} крива вироджується у точку — початок координат, якщо ж {\displaystyle c>r+a} — то крива складається з порожньої множини точок.
Також можна визначити криву Персея як біциркулярну криву, симетричну відносно осей {\displaystyle x} і {\displaystyle y}.
Рівняння у полярних координатах:
{\displaystyle (r^{2}-a^{2}+b^{2}+c^{2})^{2}=4b^{2}(r^{2}\cos ^{2}\theta +c^{2})},
або
{\displaystyle r^{4}=dr^{2}\cos ^{2}\theta +er^{2}\sin ^{2}\theta +f}.